# Lidia Agnieszka Szulc-Dąbrowska
Lidia Agnieszka Szulc-Dąbrowska – polska lekarka weterynarii, doktor habilitowany nauk rolniczych.

## Kariera naukowa
W 2005 roku ukończyła studia magisterskie z biologii na Wydziale Biologii i Ochrony Środowiska Uniwersytetu Łódzkiego. 
28 września 2011 roku ukończyła studia doktoranckie na kierunku nauki weterynaryjne na Wydziale Medycyny Weterynaryjnej Szkoły Głównej Gospodarstwa Wiejskiego w Warszawie na podstawie pracy pt. Prezentacja antygenów wirusa ektromelii komórkom efektorowym układu odpornościowego myszy BALB/c i C57BL/6: badania modelowe ex vivo.
Od 2010  roku zatrudniona jest w Szkole Głównej Gospodarstwa Wiejskiego w Warszawie.
27 września 2019 roku uzyskała stopień doktora habilitowanego nauk rolniczych w dyscyplinie weterynarii na Wydziale Medycyny Weterynaryjnej Szkoły Głównej Gospodarstwa Wiejskiego w Warszawie na podstawie rozprawy pt. Wpływ produktywnego zakażenia wirusem ektromelii na wrodzone i nabyte funkcje odpornościowe konwencjonalnych komórek dendrytycznych: badania modelowe in vitro.

## Publikacje
- 2007: Immunological synapses and their role in effector mechanisms of the immune system.
- 2010: Antigen presenting and effector cell cluster formation in BALB/c mice during mousepox: ex vivo model studies.
- 2011: Tetraspanins and their role in viral infections.
- 2011: Beclin l is involved in regulation of apoptosis and autophagy during replication of ectromelia virus in permissive L929 cells.
- 2015: The generation of CD8+ T-cell population specific for vaccinia virus epitope involved in the antiviral protection against ectromelia virus challenge.
- 2016: Remodeling of the fibroblast cytoskeletal architecture during the replication cycle of ectromelia virus: A morphological in vitro study in a murine cell line.
- 2017: Functional paralysis of GM-CSF-derived bone marrow cells productively infected with ectromelia virus.
- 2017: The in Vitro Inhibitory Effect of Ectromelia Virus Infection on Innate and Adaptive Immune Properties of GM-CSF-Derived Bone Marrow Cells Is Mouse Strain-Independent.
- 2017: Innate immune gene transcript level associated with the infection of macrophages withectromelia virus in two different mouse strains.
- 2018: Long actin-based cellular protrusions as novel evidence of cytopathic effect induced in immune cells infected by ectromelia virus.
- 2018: Katepsyny:proteazy odporności wrodzonej regulujące wnikanie wirusów do komórek gospodarza
- 2018: Biocompatibility of pristine graphene monolayer: scaffold for fibroblasts.
- 2019: ECTV Abolishes the Ability of GM-BM Cells to Stimulate Allogeneic CD4 T Cells in a Mouse Strain-Independent Manner.
- 2019: Ectromelia virus induces tubulin cytoskeletal rearrangement in immune cells accompanied by a loss of the microtubule organizing center and increased α-tubulin acetylation.
- 2019: Deficiency ofselected cathepsins does not affect the inhibitory action of ECTV on immune propertiesof dendritic cells.
- 2019: Ectromelia virus suppresses expression of cathepsins and cystatins in conventional dendritic cells to efficiently execute the replication process.
- 2019: The effects of graphene and mesenchymal stem cells in cutaneous wound healing and their putative action mechanism.
- 2019: Syk and Hrs Regulate TLR3-Mediated Antiviral Response in Murine Astrocytes.
- 2020: Participation of Endosomes in Toll-Like Receptor 3 Transportation Pathway in Murine Astrocytes.
- 2021: Cytocompatibility of Graphene Monolayer and Its Impact on Focal Cell Adhesion, Mitochondrial Morphology and Activity in BALB/3T3 Fibroblasts.
- 2022: Graphene 2D platform is safe and cytocompatibile for HaCaT cells growing under static and dynamic conditions.

Opracowano na podstawie źródła:.